# ヨーゼフ・ハシッド
ヨーゼフ・ハシッド（英語: Josef Hassid, ポーランド語: Józef Chasyd, 1923年12月28日 - 1950年11月7日）は、ポーランド出身のイギリスのヴァイオリニスト。

## 経歴
ポーランドのスヴァウキに生まれる。幼い頃に母を亡くし、父に育てられる。10歳でワルシャワ音楽院に入学。1935年、11歳にしてワルシャワのヘンリク・ヴィエニャフスキ国際ヴァイオリン・コンクールで名誉ディプロマ受賞。フリッツ・クライスラーからは、「世界的なヴァイオリンの逸材は100年に一度生まれるが、ヨーゼフ・ハシッドは200年に一度の逸材である」とまで絶賛された。 
1938年、第二次世界大戦の戦禍を避けて父と共にロンドンへ移住し、カール・フレッシュに師事して録音を残す。1939年にはイギリスでデビューして大成功をおさめ、初の録音を行う。翌1940年には興行主ハロルド・ホルトと契約を結ぶ。しかし同じフレッシュ門下の令嬢との失恋が元で1941年3月の演奏会を最後に統合失調症を発し、ノーサンプトンの聖アンドリューズ病院に収容されてインスリン・ショック療法などを受ける。一時は症状が改善して翌1942年には演奏活動を再開するが、同年11月に病状が悪化してエプソムのロンググローブ病院に強制入院させられ、1950年10月20日にロボトミーを受けた18日後に後遺症が元で死去。26歳没。
9つ（実際には8曲）の小品の名録音を遺した。

## 使用した楽器
クライスラーから貸与されたジャン＝バティスト・ヴイヨームの楽器を使用していた。

## 残された録音
- エドワード・エルガー: ｢気まぐれ女 La Capricieuse｣ Op.17（ピアノ: Ivor Newton）- 1939年1月9日
- 同上（ピアノ: ジェラルド・ムーア）- 1940年6月12日
- ピョートル・チャイコフスキー: ｢懐かしい土地の思い出｣より『メロディー Mélodie』Op.42-3 - 1940年6月12日
- パブロ・デ・サラサーテ: ｢スペイン舞曲集｣ 第6番『サパテアード』 Op.23-2 - 1940年6月12日
- 同上: ｢スペイン舞曲集｣ 第5番『Playera』 Op.23-1 - 1940年6月28日
- フリッツ・クライスラー: ウィーン奇想曲 Op.2 - 1940年11月29日
- ジョーゼフ・アクロン: ｢ヘブライのメロディー｣ - 1940年11月29日
- アントニン・ドヴォルザーク（クライスラー編曲）: ユモレスク Op.101-7 - 1940年11月29日
- ジュール・マスネ: 歌劇｢タイス｣より『瞑想曲』 - 1940年11月29日